# Северо-Кавказские нефтяные месторождения (компания)

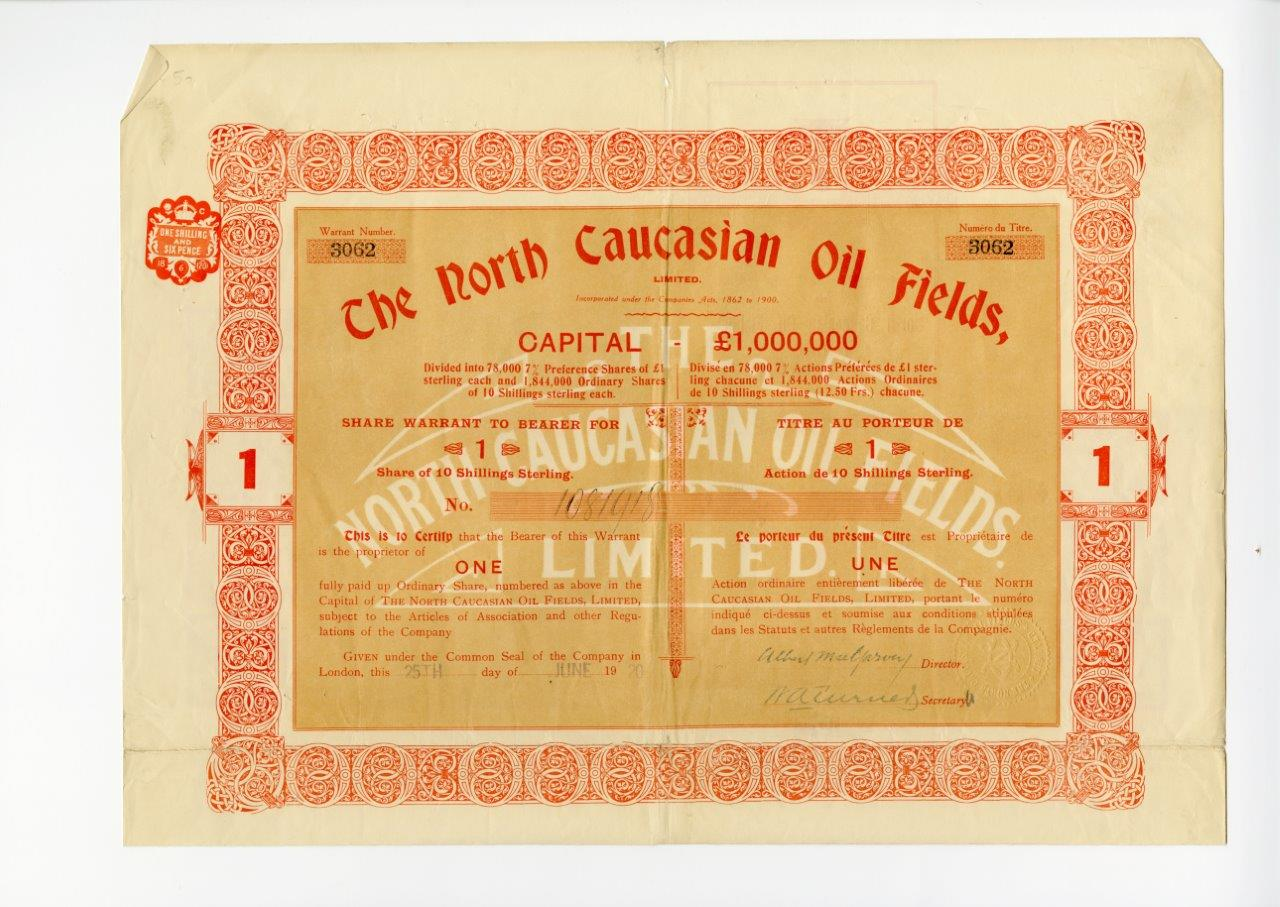
Свидетельство на 1 акцию в 10 шиллингов Общества «Северо-Кавказские нефтяные месторождения» ("The North Caucazian Oil Fields, Limited) c основным капиталом в 1 млн ф. ст. Лондон, 1920 г.

Как явствует из официального источника — UK Company list (Списка компаний Великобритании) — Общество с ограниченной ответственностью «Северо-Кавказские нефтяные месторождения» («The North Caucazian Oil Fields, Limited») было зарегистрировано в Соединенном Королевстве 29 января 1901 г. и просуществовала до 90-х гг. XX века (последние сведения о годовом доходе Общества были переданы в налоговые органы Великобритании 17.07.1994 г.). Правление компании находилось в Англии, состояло из 5 директоров и одного секретаря.
Компания владела четырьмя нефтяными месторождениями в р-не г. Грозный тогдашней Терской области Северо-Кавказского нефтегазоносного бассейна. Мажоритарными акционерами «Северо-Кавказских нефтяных месторождений» являлась Anglo-Saxon Petroleum Company, которая впоследствии инкорпорировалась в Royal Dutch Shell (Роял Датч Шелл) — (нидерландско-британская нефтегазовую компанию, четвёртую по величине активов производственную компанию в мире, согласно рейтингу Forbes Global 2000 (май 2014 года) и первую в рейтинге Fortune Global 500 по величине выручки (2013 год).
Объёмы собственной нефтедобычи Общества «Северо-Кавказские нефтяные месторождения» ежегодно составляли порядка 2,6 млн пудов (41.6 тыс. т.).